# Алексей Антонович
Алексей Антонович (24 февраля (7 марта) 1746, Холмогоры — 11 (22) октября 1787, Хорсенс) — принц, младший из трёх сыновей и пятый (последний) ребёнок герцога Антона Ульриха и принцессы Мекленбургской Анны Леопольдовны, брат российского императора Ивана VI.

## Биография
Родился 7 марта 1746 года в Холмогорах, где находились в ссылке его родители. Мать его умерла вскоре после рождения сына. Увеличение Брауншвейгской фамилии не вызывало радости у императрицы Елизаветы Петровны, так как согласно завещанию Анны Иоанновны эти принцы и принцессы имели больше прав на престол, чем сама императрица и её племянник Пётр Фёдорович, объявленный наследником. Получив рапорт о рождении Алексея, Елизавета «изволила, прочитав, оный рапорт разодрать». Также она стремилась скрыть число детей принцессы. Майор Гурьев, охранявший герцогскую семью, получил указание:
скажи принцу, чтоб он только писал, какою болезнью умерла, и не упоминал о рождении принца.
А самому ему было запрещено говорить «о числе детей принцессиных и какого пола».
До 28 лет Алексей Антонович жил в Холмогорах с отцом (скончавшимся в 1774 году), братом Петром и сёстрами. Находились они под жёстким домашним арестом, им не разрешалось выходить за пределы двора, их круг общения был ограничен.
В 1780 году их посетил сенатор Алексей Мельгунов. Он так описывал Алексея: 
Меньшой брат Алексей имеет от роду 34 года. … росту небольшаго, белокуры и лицом схожи на отца. … Меньшой брат во всём сложении здороваго и нраву не угрюмаго.
В начале 1780 года Екатерина II решила отправить детей Антона Ульриха к тётке Юлиане Марии. 30 июня на фрегате «Полярная звезда» все они, получив серебряную посуду, украшения и подарки, были вывезены в Данию, где им было назначено денежное содержание из русской казны (по 8 тыс. рублей в год на каждого).
В Дании Алексей Антонович поселился в Хорсенсе, где и скончался 22 октября 1787 года на 42-м году жизни. Похоронили его в местной церкви, но по православному обряду.